# Kang Sheng
Kang Sheng (Chinees: 康生, Hanyu pinyin: Kāng Shēng) (Jiaonan (Shandong), 4 november 1898 – Peking, 16 december 1975) was oprichter en verscheidene malen hoofd van de Chinese veiligheidsdienst, het Chinese equivalent van de Russische NKVD (de latere KGB). Door deze functie werd hij een van de meest gevreesde en gehate figuren in China. In 1969 werd hij als verantwoordelijke voor de staatsveiligheid lid van het Permanente Comité van het Politbureau en bleef dat tot zijn dood in 1975. Hij was een van de machtigste figuren naast Mao Zedong. In een geheime rede werd hij in 1978 door Hu Yaobang vergeleken met Feliks Dzerzjinski en Lavrenti Beria, twee leiders van de Gpoe/NKVD. In 1980 werd hij gezamenlijk met de Bende van Vier verantwoordelijkheid gesteld voor de Culturele Revolutie en werd met terugwerkende kracht uit de partij gezet. Tevens werd zijn graf verwijderd van de begraafplaats voor Chinese prominenten.

## Biografie tot 1937
Kang Sheng is vermoedelijk in 1898 geboren in een familie van lagere landadel in Shandong en werd in 1903 geregistreerd als Zhao Rong (ook wel Zhang Zongke). In 1920 heeft Kang voorbereidende studies aan de Qinghua Universiteit gedaan en werd onderwijzer op een plattelandsschool in Zhujiang, Shandong (1921-1923). Daarna studeerde Kang in 1924-1925 aan de Universiteit van Shanghai en werd daar lid van de Chinese Communistische Partij (CCP) waarvoor hij als arbeidersorganisator onder aliassen als Zhang Shaoqing and Zhao Rong optrad. In 1926-1927 nam hij als districtsleider van de CCP van Shanghai deel aan meerdere niet geslaagde opstanden in 1927 die neergeslagen werden door de Kwomintang. Kang vluchtte en was nog kort departementshoofd van de CCP in het Provinciaal Comité van Jiangsu voordat hij zich voegde bij de Communistische hogere kaders die overleefden en zich verborgen hielden in de plattelandsgebieden.
Kang werd naar Moskou gezonden waar hij studeerde (onder andere aan de NKVD-school) en werkte voor de Komintern onder leiding van Wang Ming en deels onder Chen Yun. Kang Sheng keerde, deel uitmakend van de entourage van Wang Ming (door Stalin aangewezen als partijleider van de CCP), in 1937 terug naar China. Kang Sheng was voor Stalin de tweede man in Moskou na Wang Ming en hij richtte (zijnde opgeleid in ‘speciale aangelegenheden’) in samenwerking met de NKVD in Moskou het Chinese ‘bureau voor eliminatie van contrarevolutionairen’ op. In Moskou gaf hij tijdens de Grote Zuiveringen een groot aantal aanwezige Chinese kaderleden (medestudenten en Chinese Kominternleden) aan als Trotskisten of volgers van de ‘lijn Li Lisan’ die vervolgens grotendeels werden weggezuiverd (naar Goelags of erger).

## Yan’an periode
In November 1937 arriveerde Kang in Mao Zedongs basis in Yan'an deel uitmakend van de entourage van Wang Ming. Dit was in Moskou het hoogtepunt van de Grote Zuiveringen en Kang was goed geïnformeerd over de toenmalige politieke denkwijze en methoden van Moskou en werd in 1938 toegevoegd aan het Secretariaat van het Centrale Comité van de CPP. Wang Ming viel bij de CCP, die een deels onafhankelijke koers wilde varen t.o.v. de Russen, geleidelijk uit de gratie. Kang Sheng verbond zich in die tijd met Mao om Wangs factie in de partij te vernietigen, waarbij Wang Ming als de grootste vijand van die tijd werd afgeschilderd. Kang was waardevol voor Mao vanwege zijn geletterdheid en vloeiend Russisch (zowel qua spreken als schrijven) en zijn ingevoerdheid in de actuele Russische gang van zaken waardoor hij uitstekend als kontaktpersoon bij Sovjet bezoekers kon optreden.
In Yan’an raakte Kang nauw bevriend met Jiang Qing die een tweede-rangs actrice in Shanghai geweest was en recent communiste geworden was. Hij introduceerde haar bij Mao Zedong waarna ze al spoedig bij Mao introk en die haar 2 jaar later huwde. Kang werd verantwoordelijk voor de lijfwacht van Mao en de beveiliging van Yan’an en week niet van Mao’s zijde.
In 1938 was hij directeur van de Hogere Kaderschool van de CCP in Yan'an die vanaf dat moment een belangrijke sturende rol vervulde bij de zgn. Rectificatie Beweging in Yan’an (1942-1945). Gedurende deze Rectificatie Campagne van Yan’an werden meer dan 10.000 partijleden geëxecuteerd. Deze campagne was bedoeld om ‘verkeerde ideeën uit te roeien’, de partij een minder van de Sovjets afhankelijke koers te laten varen (uitschakeling Wang Ming c.s.) en vooral om de partijleiding eensgezind achter Mao Zedongs leiderschap te scharen. De partijleden werden aangemoedigd om hun fouten in schriftelijke en openbare bekentenissen toe te geven in vernederende vergaderingen en waarbij Kang Sheng verantwoordelijk was voor de ‘afhandeling’ van de zwaardere gevallen. In Yan’an waren daartoe de beruchte grotten ten behoeve van de geheime dienst ingericht als cellen. Kang had een zeldzame flair voor intriges en had verklikkers, martelingen en het al dan niet onder dwang ontlokken van bekentenissen ingevoerd. In augustus 1943 legde Kang uit hoe hij en zijn collega’s de rectificatiemethode gebruikten om spionnen en antipartijelementen te identificeren door ze zichzelf bloot te laten geven. (Later is deze methode nogmaals toegepast in de beweging Laat Honderd Bloemen Bloeien).
In februari 1949 werd Kang benoemd tot partijleider van de CCP van de provincie Shandong en 2e Plaatsvervangend Secretaris Generaal van het Oost-China bureau van de partij onder de jongere Rao Shushi. Mogelijk heeft zijn (niet populaire) rol in de Rectificatiecampagne ertoe geleid dat hij toen ‘ziek’ werd en dit bleef tot Raos val in 1954.

## Na 1949
Op 1 oktober 1949 werd de Volksrepubliek China afgekondigd door de CCP en was de burgeroorlog met de Kwomintang op het vasteland ten einde. Kang werd midden jaren vijftig teruggeroepen naar het Centrum en benoemd als wisselend lid van het Politbureau en steunde actief de Anti-Kapitalistische-Wegbeweging van 1957. In maart 1957 werd hij benoemd tot plaatsvervangend hoofd van de Kleine Groep van het Centrale Comité voor Cultuur en Educatie en lid van de selecte editiegroep van het Rode Boekje (Citaten van voorzitter Mao Zedong) onder leiding van Lin Biao. Kang was een belangrijk voorstander van en helper bij de door Mao gelanceerde Culturele Revolutie die volgens velen door Mao was bedoeld om Mao’s invloed en macht binnen de CCP te vergroten. Kang Sheng speelde een belangrijke rol bij de aanval op Mao’s rivalen die de in ongenade gevallen voormalig Minister van Defensie Maarschalk Peng Dehuai wilden rehabiliteren die zich een uitgesproken criticus had getoond van Mao’s Grote Sprong Voorwaarts.
Kang werd op het 10e plenum gepromoveerd tot het Secretariaat en was actief betrokken bij de zuiveringen tijdens de Culturele Revolutie die resulteerden in de val van prominenten als Peng Dehuai, Liu Shaoqi en Deng Xiaoping alsmede tal van andere hoge CCP kaderleden waarbij zijn ster hoger rees gedurende de val van dezen. Kangs campagnes van staatsterreur reikten tot in de verste provincies waarbij, zoals in de provincie Yunnan, duizenden omkwamen. Kang bleef slim in de achtergrond ditmaal (geleerd van de periode Yan’an) en werkte middels elementen binnen de Rode Gardes en propagandistische bewerking van de bevolking om het doel van eliminatie van de klassenvijanden te bewerkstelligen waardoor hij en Mao schijnbaar verschoond werden van de verantwoordelijkheid. Hierdoor werd zijn positie naast Mao tijdens de Culturele Revolutie erg versterkt. Kang Sheng werd in november 1970 benoemd tot hoofd van de Organisatie en Propaganda Groep van het Centraal Comite van de CCP boven de andere leden Jiang Qing, Zhang Chunqiao, Yao Wenyuan, Generaal Li Desheng en Ji Dengkui. Deze groep stond in nauw contact met en rapporteerde rechtstreeks Mao. Hierbij werden Maarschalk Lin Biao en Chen Boda gepasseerd. Hij werd tevens adviseur van de Kleine Groep voor de Culturele Revolutie onder Mao’s leiding die rechtstreeks sturing gaf aan de Culturele Revolutie.
Kang Sheng heeft ook een duurzame invloed op China’s buitenlandse politiek uitgeoefend. Terwijl het algemene hogere kader met betrekking tot Cambodja prins Norodom Sihanouk als anti-Westers en anti-imperialistische leider prefereerden schoof Kang de leider van de Rode Khmer guerrilla’s, Pol Pot, naar voren als de rechtgeaarde revolutionaire leider voor Zuidoost-Azië. Hierdoor verkreeg Pol Pot en zijn Rode Khmer de steun van China in de jaren daarna en mede hierdoor kon Pol Pot in Cambodja aan de macht komen.
Op het hoogtepunt van zijn macht stond hij qua rang als 4e na Mao achter Lin Biao en Zhou Enlai. Eind 1975 stierf hij aan blaaskanker in het ziekenhuis, waarbij hij vlak voor zijn overlijden nog heeft meegeholpen de campagne Tegen de Rechtse Weg (1975-1976) op te starten. Op zijn sterfbed heeft hij de vrouw van Mao, Jiang Qing, ervan beschuldigd in Yan’an als spion voor de Kwomintang te hebben gewerkt tot de communistische overwinning in 1949.